# 勒雷 (紐約州)
勒雷（英語：Le Ray）是一個位於美國紐約州傑佛遜縣的鎮。

## 人口
根據2020年美國人口普查的數據，勒雷的面積為191.61平方千米，當中陸地面積為190.64平方千米，而水域面積為0.97平方千米。當地共有人口25574人，而人口密度為每平方千米133人。